# سکه دایم روزولت
سکه دایم روزولت (به انگلیسی: Roosevelt dime) سکه دایم یا ۱۰ سنتی ایالات متحده است. این سکه از سال ۱۹۴۶ به‌طور مداوم توسط ضرابخانه ایالات متحده آمریکا ضربه شده‌است، که چهره فرانکلین روزولت را در جلو سکه نشان می‌دهد. بلافاصله پس از مرگ او در سال ۱۹۴۵ مجوز ضرب را دریافت کرد.